# Émile Allais
Émile Allais (n. 25 februarie 1912, Mégève, Haute-Savoie, Franța – d. 17 octombrie 2012, Sallanches, Rhône-Alpes, Franța) a fost un schior alpin ce a reprezentat Franța, medaliat olimpic. A participat la o ediție a Jocurilor Olimpice (1936) în care a câștigat o medalie de bronz.

## Participări
Lista de mai jos prezintă principalele competiții la care a participat Émile Allais de-a lungul carierei.
- alpine skiing at the 1936 Winter Olympics – men's combined[*]